# 尾久温泉
尾久温泉（おぐおんせん）は、東京府東京市荒川区尾久町（現・東京都荒川区西尾久）にかつてあった温泉。

## 歴史
1914年（大正3年）、碩運寺住職の松岡大機師が井戸を掘削して発見した。水が清澄であるため焼酎醸造に使えるのではないかと衛生試験場で水質検査したところ、ラジウムが含まれていたことから、寺の中に温泉施設「不老閣」を開業することになった。
不老閣の開業をきっかけに、尾久地域に続々と温泉旅館や料理店が開業し、東京郊外の温泉街として知られるようになった。温泉街とともに、花街としても発展し、1922年（大正11年）に二業地、続いて三業地の指定を受けた。
1936年（昭和11年）5月18日の阿部定事件は、尾久三業地の待合「満佐喜」で起きた事件である。
現在、尾久温泉は枯渇し、花街としての活気も途絶え、荒川区の他地域と同様の下町の住宅地となっている。

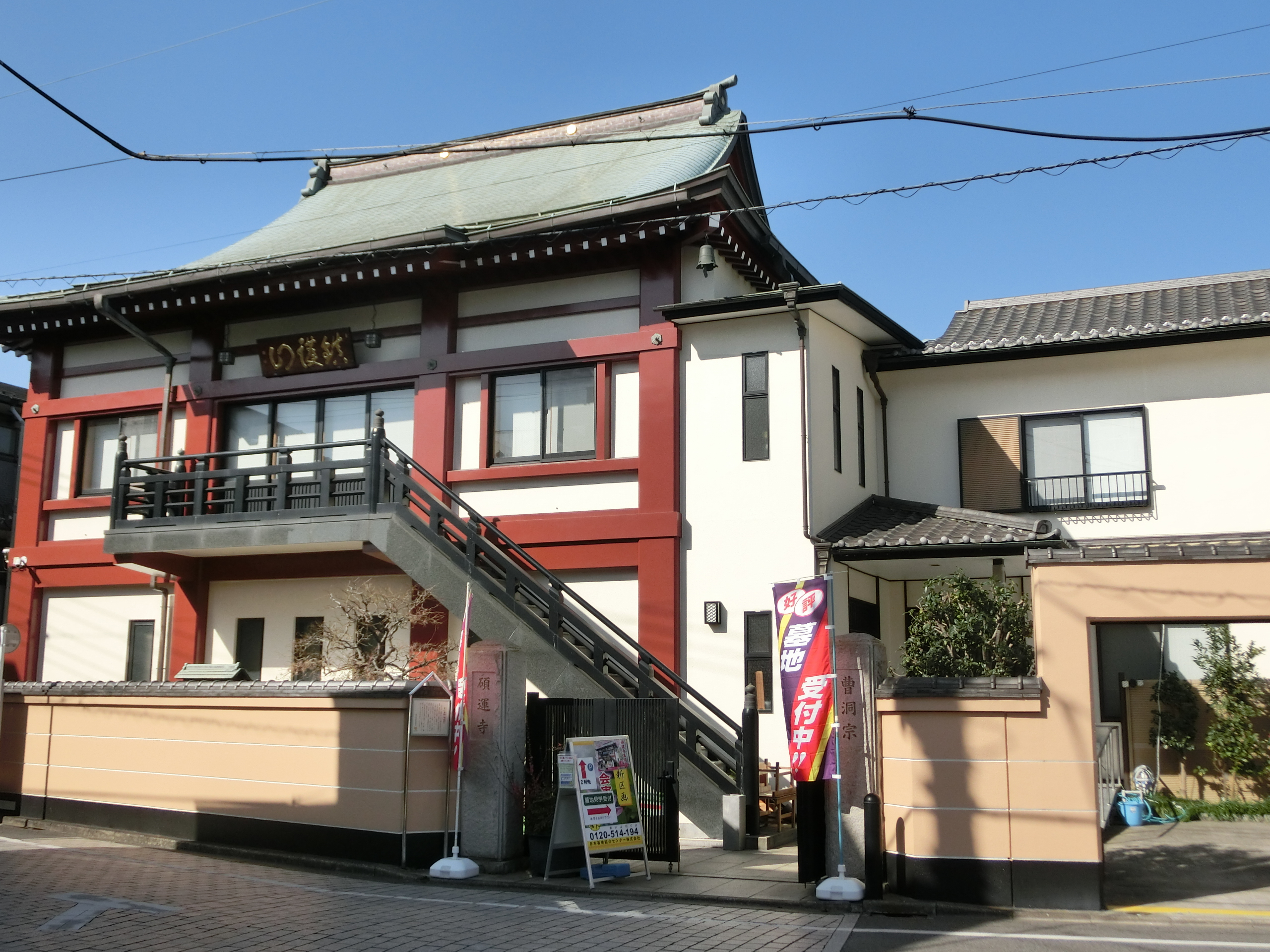
尾久温泉発見のきっかけとなった碩運寺
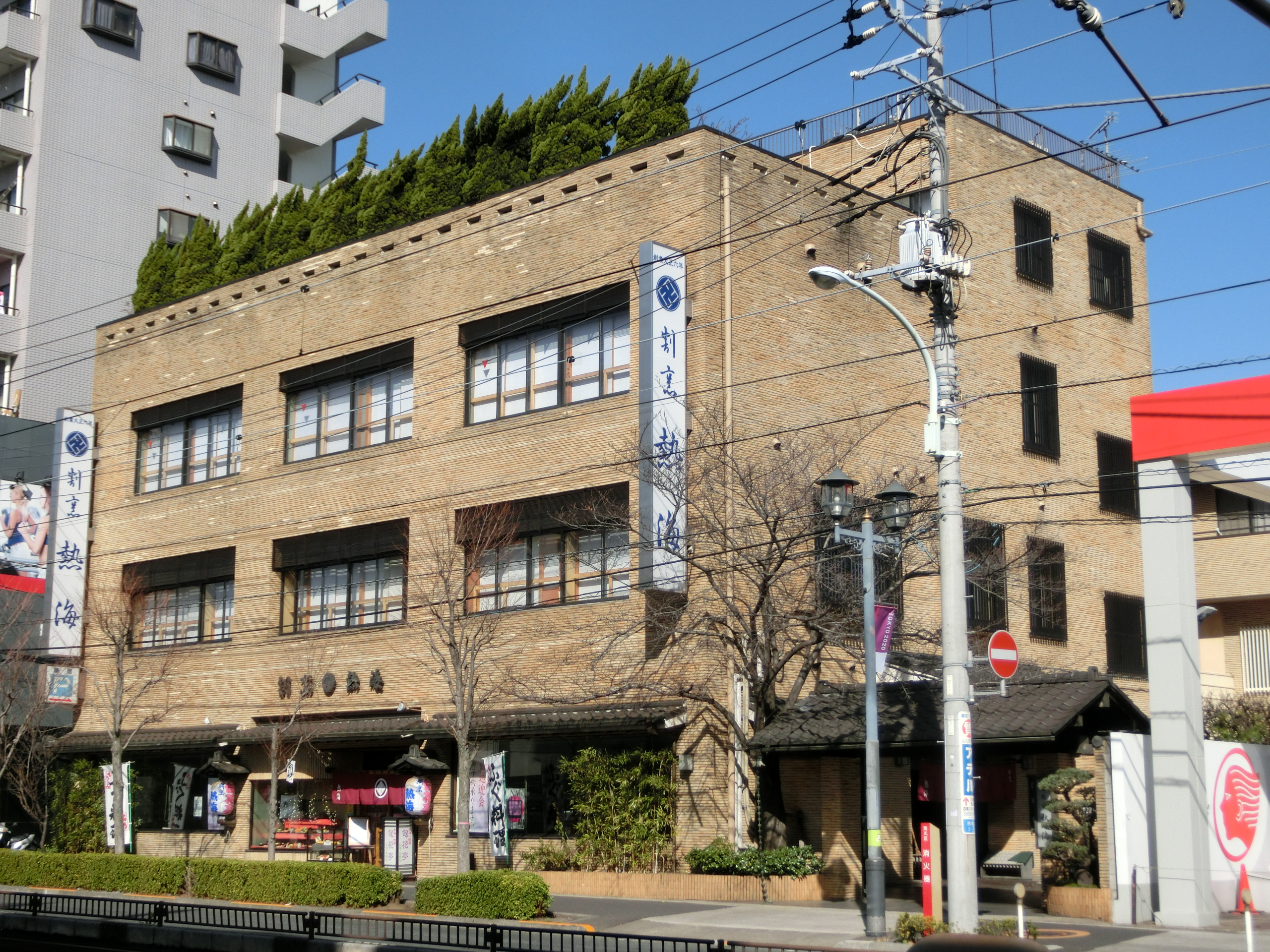
尾久三業地の名残をとどめる割烹熱海